# Ozias Humphry

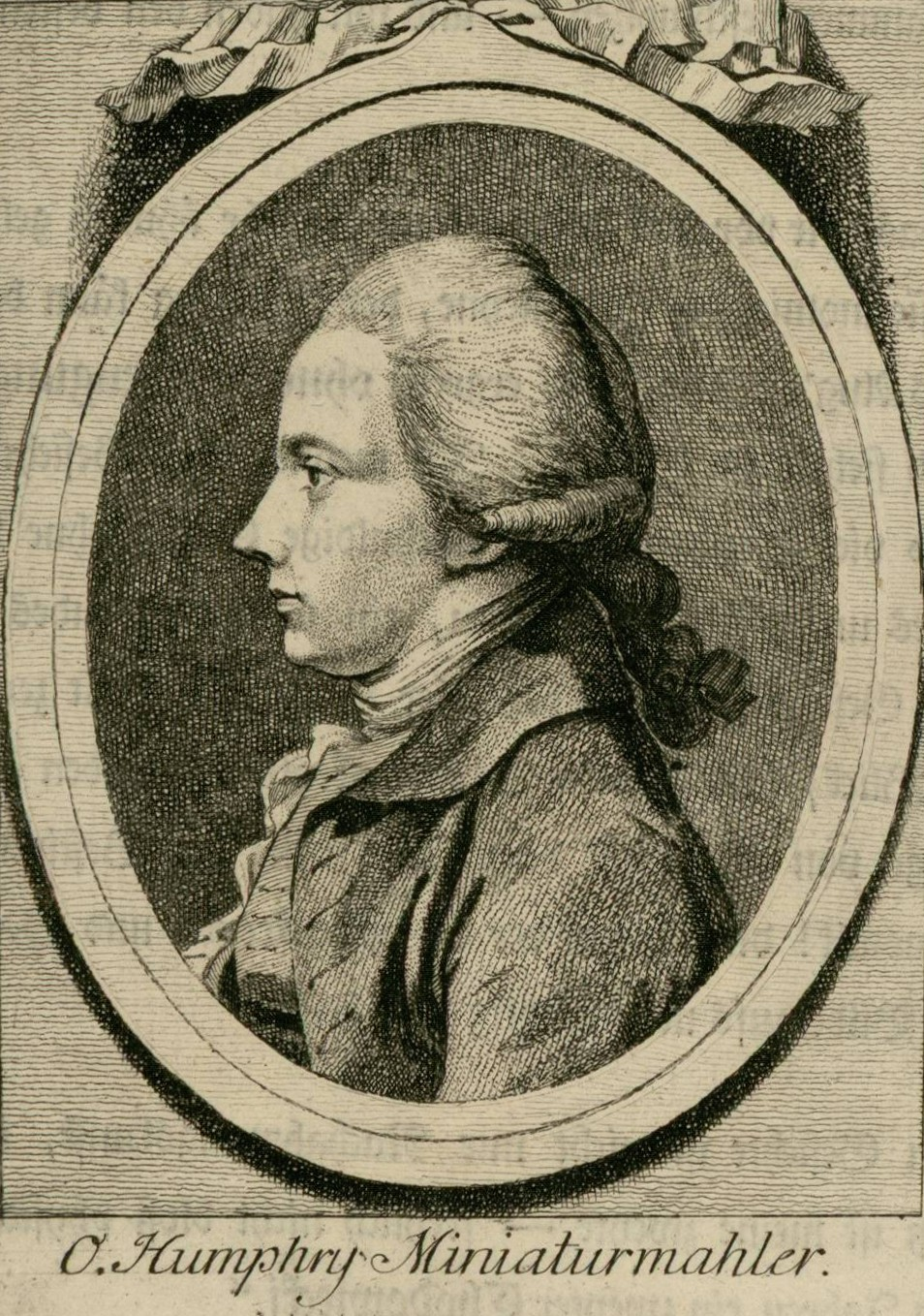
Portret van de jonge Humphry, door een onbekende kunstenaar, omstreeks 1775-1778.

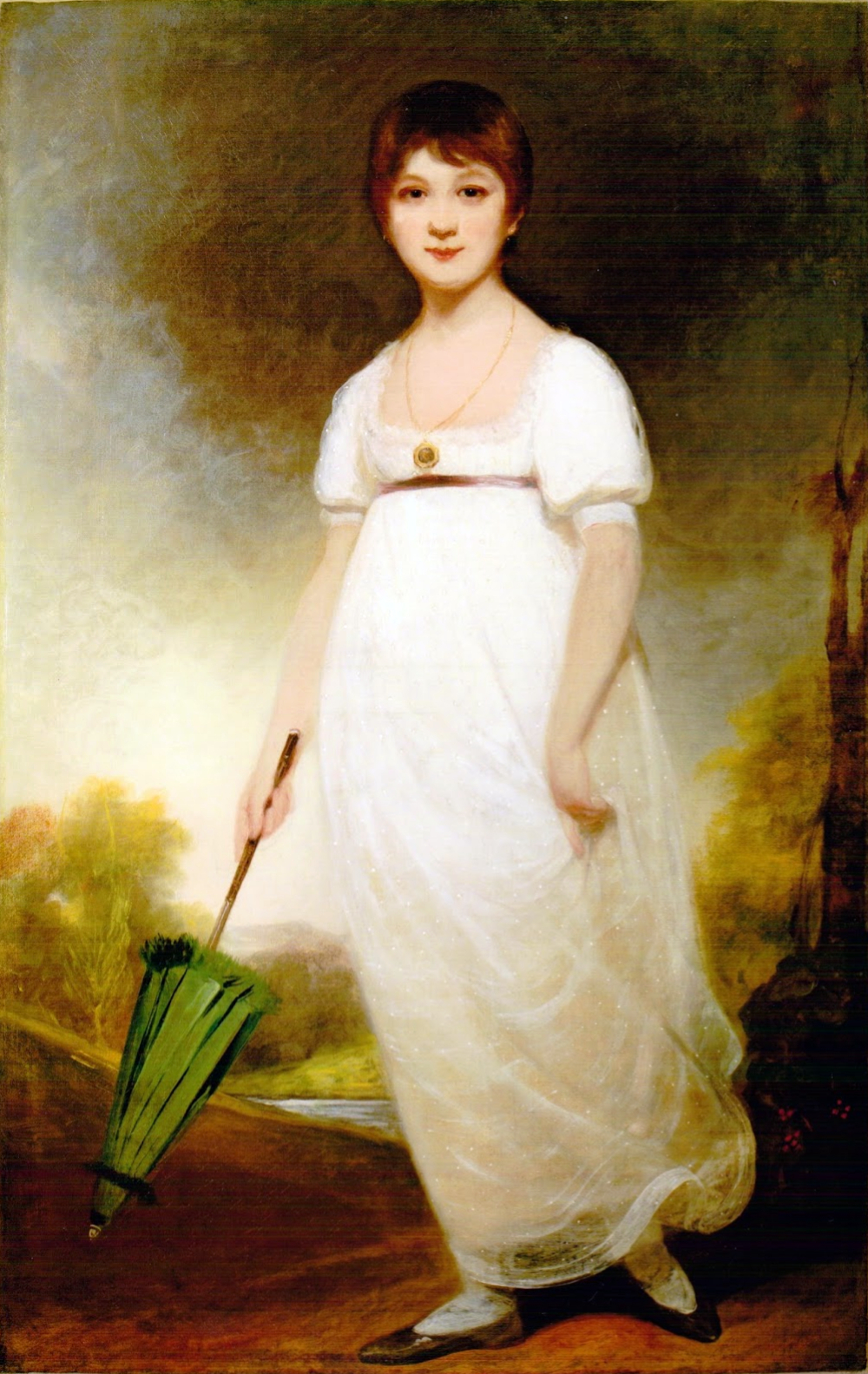
Het "Rice portret", geschilderd door Ozias Humphry in 1788-1790, mogelijk van de jonge Jane Austen.

Ozias Humphry (of Humphrey) (Honiton, 8 september 1742 – Hampstead, 9 maart 1810) was in zijn tijd een leidinggevend Engels schilder van miniatuurportretten, olieverfschilderijen en pastels. Hij werd lid van de Royal Academy in 1792 en kreeg in 1793 een benoeming als "Portrait Painter in Crayons to the King".

## Opleiding
Hij werd geboren in Honiton in Devon en volgde onderwijs in de grammar school. Toen de hertog van Richmond een tentoonstelling van plaasteren beelden in Londen hield, werd Humphry daardoor aangetrokken en verhuisde naar de hoofdstad om aan de Shipley’s school te studeren. Later vertrok hij naar Bath. Hij studeerde daar ook kunst, onder leiding van de miniatuurschilder Samuel Collins, wiens positie hij in 1762 zou overnemen. In Bath logeerde hij bij Thomas Linley, met wiens dochter hij bevriend geraakte. Hij werkte daar tot zijn terugkeer naar Londen in 1764.

## Reizen naar Italië en India
In 1766 werd hij in Londen door Sir Joshua Reynolds, die steeds geïnteresseerd was in schilders van Devonshire, hartelijk aangemoedigd. Zijn beste vriend George Romney vergezelde hem in 1773 naar Italië. Onderweg verbleef hij in Knole, waar de hertog van Dorset hem verschillende opdrachten bezorgde. In 1785 vertrok hij naar India en maakte daar heel wat miniaturen en prachtige schetsen. In de jaren 1790 begon hij echter problemen met zijn gezichtsvermogen te krijgen, die ook uiteindelijk tot blindheid zouden leiden. Het dwong hem om af te zien van miniaturen en in plaats daarvan grotere olieverfschilderijen en pastels te maken.

## Nalatenschap
Hij stierf in 1810 in Hampstead. Het grootste deel van zijn vermogen kwam toe aan zijn natuurlijke zoon William Upcott, een groot boekenverzamelaar. Het British Museum verwierf een groot aantal documenten in verband met Humphry. Hij was John Opie's eerste leraar en Hayley maakt zinspelingen op hem in enkele van zijn regels. Humphry's miniaturen zijn opvallend gedetailleerd met een mooi coloriet. Veel van zijn mooiste werken maakten deel uit van de verzameling van John Pierpont Morgan en zijn bewaard gebleven in de Pierpont Morgan Museum and Library.

## Culturele referenties
- Ozias Humphry's manuscript over zijn vriend en schilder George Stubbs, waarin hij herinneringen aan hun gesprekken verzamelde, werd de basis van het boek "A Memoir of George Stubbs". (uitgeverij Pallas Athene (2005)